# Natricia ochracea
Natricia ochracea är en insektsart som beskrevs av Walker, F. 1869. Natricia ochracea ingår i släktet Natricia och familjen vårtbitare. Inga underarter finns listade i Catalogue of Life.